# Persone di nome Jan/Calciatori
| Questa pagina contiene informazioni ricavate automaticamente dalle voci biografiche con l'ausilio del template Bio e di un bot. L'aggiornamento è periodico e automatico e ricostruisce completamente la pagina. Se manca una persona in questa lista, sei pregato di non aggiungerla, ma accertati piuttosto che la sua voce biografica contenga il template Bio e che i dati anagrafici siano correttamente compilati. Se il template Bio manca, inseriscilo tu stesso o, in alternativa, metti l'avviso {{tmp\|Bio}} che ne segnala la mancanza. Se i dati riportati sono sbagliati, correggi direttamente la voce biografica; le modifiche saranno visibili in questa lista entro pochi giorni. Per chiarimenti vedi il progetto antroponimi. La lista contiene solo le 209 persone che sono citate nell'enciclopedia e per le quali è stato implementato correttamente il template Bio. Pagina aggiornata al 6 ago 2025. |

Questa è una lista di persone presenti nell'enciclopedia che hanno il nome Jan e sono calciatori.

## A(5)
- Jan Erik Aalbu, ex calciatore norvegese (Bærum, n. 1963)
- Jan Aas, calciatore e allenatore di calcio norvegese (Fredrikstad, n. 1944 - Fredrikstad, † 2016)
- Jan Akkersdijk, calciatore olandese (Ngrantjak, n. 1887 - † 1953)
- Jan Andersen, ex calciatore danese (Østerbro, n. 1945)
- Jan Andrejašič, calciatore sloveno (n. 1995)

## B(22)
- Jan Bamert, calciatore svizzero (n. 1998)
- Jan Banaś, ex calciatore polacco (Berlino, n. 1943)
- Jan Bartram, ex calciatore danese (n. 1962)
- Jan Baránek, ex calciatore ceco (n. 1993)
- Jan Bednarek, calciatore polacco (Słupca, n. 1996)
- Jan Benigier, ex calciatore polacco (Radomsko, n. 1950)
- Jan Berg, ex calciatore norvegese (Molde, n. 1965)
- Jan Berger, ex calciatore cecoslovacco (Praga, n. 1955)
- Douglas Bergqvist, calciatore svedese (Stoccolma, n. 1993)
- Jan van Beveren, calciatore olandese (Amsterdam, n. 1948 - Beaumont, † 2011)
- Jan Białas, calciatore polacco (Siemianowice Śląskie, n. 1952 - † 1975)
- Jan Biegański, calciatore polacco (Gliwice, n. 2002)
- Jan Birkelund, calciatore norvegese (Oslo, n. 1950 - Ullern, † 1983)
- Jan Blažek, ex calciatore ceco (Trutnov, n. 1988)
- Jan Boller, calciatore tedesco (Siegen, n. 2000)
- Jan Bořil, calciatore ceco (Nymburk, n. 1991)
- Jan van Breda Kolff, calciatore olandese (Medan, n. 1894 - West Chatham, † 1976)
- Jan Egil Brekke, ex calciatore norvegese (Karasjok, n. 1974)
- Jan Brooijmans, calciatore olandese (Molenschot, n. 1929 - Rijen, † 1996)
- Jan Bruin, ex calciatore olandese (Ameland, n. 1969)
- Jan Brumovský, ex calciatore cecoslovacco (Levice, n. 1937)
- Jan Busuttil, calciatore maltese (n. 1999)

## C(3)
- Jan Ceulemans, ex calciatore e allenatore di calcio belga (Lier, n. 1957)
- Jan Chramosta, calciatore ceco (Praga, n. 1990)
- Jan Ciharoŭ, ex calciatore bielorusso (Minsk, n. 1984)

## D(8)
- Jan de Boer, calciatore olandese (Amsterdam, n. 1898 - Amsterdam, † 1988)
- Jan Dam, ex calciatore faroese (Tórshavn, n. 1968)
- Jan Diddens, calciatore belga (Malines, n. 1906 - Malines, † 1972)
- Jan van Diepenbeek, calciatore olandese (Utrecht, n. 1903 - Den Helder, † 1981)
- Jan Doležal, calciatore croato (Zagabria, n. 1993)
- Jan Domarski, ex calciatore polacco (Rzeszów, n. 1946)
- Jan van Dort, calciatore olandese (Heemstede, n. 1889 - Leida, † 1967)
- Jan Dvořáček, calciatore cecoslovacco (Žižkov, n. 1898 - † 1964)

## E(6)
- Jan Elfring, calciatore olandese (Alkmaar, n. 1902 - Apeldoorn, † 1977)
- Jan Elvedi, calciatore svizzero (Zurigo, n. 1996)
- Jan Eriksson, ex calciatore svedese (Sundsvall, n. 1967)
- August Erlingmark, calciatore svedese (Göteborg, n. 1998)
- Jan Sigurd Ervik, ex calciatore norvegese (n. 1951)
- Jan Everse, calciatore olandese (Rotterdam, n. 1922 - † 1974)

## F(4)
- Jan Kristian Fjærestad, ex calciatore norvegese (Sarpsborg, n. 1963)
- Jan Åge Fjørtoft, ex calciatore e dirigente sportivo norvegese (Ålesund, n. 1967)
- Jan Fortelný, calciatore ceco (Praga, n. 1999)
- Jan Furtok, calciatore polacco (Katowice, n. 1962 - Katowice, † 2024)

## G(5)
- Jan Goossens, ex calciatore olandese (Velp, n. 1958)
- Jan Gorenc, calciatore sloveno (Brežice, n. 1999)
- Jan Grzesik, calciatore polacco (Olesno, n. 1994)
- Jan Gulbrandsen, calciatore norvegese (n. 1933 - † 2016)
- Jan Gyamerah, calciatore tedesco (Berlino, n. 1995)

## H(14)
- Jan Hable, ex calciatore ceco (Hradec Králové, n. 1989)
- Jan Egil Hansen, ex calciatore norvegese (Trondheim, n. 1955)
- Jan Verner Hansen, ex calciatore danese (Køge, n. 1961)
- Marcus Hansson, ex calciatore svedese (n. 1990)
- Jan Hanuš, calciatore ceco (Chlumec nad Cidlinou, n. 1988)
- Jan Harting, calciatore indonesiano
- Jan Heintze, ex calciatore danese (Tårnby, n. 1963)
- Jan Hellström, ex calciatore svedese (Söderköping, n. 1960)
- Jan Hertl, calciatore cecoslovacco (n. 1929 - † 1996)
- Jan Hochscheidt, ex calciatore tedesco (n. 1987)
- Jan Holenda, ex calciatore ceco (Praga, n. 1985)
- Jan Hošek, calciatore ceco (Nýrsko, n. 1989)
- Jan Anders Hovdan, ex calciatore norvegese (n. 1950)
- Jan Carlos Hurtado, calciatore venezuelano (Andrés Eloy Blanco, n. 2000)

## I(1)
- Andreas Isaksson, ex calciatore svedese (Trelleborg, n. 1981)

## J(7)
- Jan Jałocha, ex calciatore polacco (Golkowice, n. 1957)
- Jan Jansson, ex calciatore svedese (Kalmar, n. 1968)
- Jan Javůrek, calciatore ceco (Ústí nad Orlicí, n. 1989)
- Jan Jeuring, ex calciatore olandese (Enschede, n. 1947)
- Jan Jongbloed, calciatore olandese (Amsterdam, n. 1940 - † 2023)
- Jan Juroška, calciatore ceco (Valašské Meziříčí, n. 1993)
- Jan Jurčec, calciatore croato (Zagabria, n. 2000)

## K(26)
- Jan Kalabiška, calciatore ceco (Mělník, n. 1986)
- Jan Karaś, ex calciatore polacco (Cracovia, n. 1959)
- Jan Kazaev, ex calciatore russo (San Pietroburgo, n. 1991)
- Thilo Kehrer, calciatore tedesco (Tubinga, n. 1996)
- Jan Klaassens, calciatore olandese (Venlo, n. 1931 - † 1983)
- Jan Klijnjan, calciatore olandese (Papendrecht, n. 1945 - Dordrecht, † 2022)
- Jan Kliment, calciatore ceco (Jihlava, n. 1993)
- Jan Knapík, calciatore ceco (n. 2000)
- Jan Knobloch, calciatore cecoslovacco (n. 1905 - † 1976)
- Jan Knudsen, calciatore norvegese (Bergen, n. 1953 - Bergen, † 1999)
- Jan Knížek, calciatore cecoslovacco (Praga, n. 1901 - † 1965)
- Jan Kok, calciatore olandese (Soerabaja, n. 1889 - Zeist, † 1958)
- Jan Kokla, ex calciatore estone (Tallinn, n. 1997)
- Jan Koller, ex calciatore ceco (Praga, n. 1973)
- Jan Kopic, calciatore ceco (Humpolec, n. 1990)
- Jan Koprivec, calciatore sloveno (Capodistria, n. 1988)
- Jan Koutný, calciatore ceco (n. 2004)
- Jan Kovařík, calciatore ceco (Most, n. 1988)
- Jan Košek, calciatore boemo (n. 1884 - † 1927)
- Jan de Kreek, calciatore olandese (Deventer, n. 1903 - † 1988)
- Jan Kristiansen, ex calciatore danese (Ølgod, n. 1981)
- Jan Kromkamp, ex calciatore olandese (Makkinga, n. 1980)
- Jan Erlend Kruse, ex calciatore norvegese (n. 1968)
- Jan Král, calciatore ceco (Česká Lípa, n. 1999)
- Jan Kuchta, calciatore ceco (Praga, n. 1997)
- Jan Kysela, calciatore ceco (Mladá Boleslav, n. 1985)

## L(10)
- Jan Lála, ex calciatore cecoslovacco (Libická Lhotka, n. 1938)
- Jan Lammers, calciatore olandese (Zevenaar, n. 1995)
- Jan Kjell Larsen, ex calciatore norvegese (Haugesund, n. 1983)
- Eric Larsson, calciatore svedese (Gävle, n. 1991)
- Jan Laštůvka, calciatore ceco (Havířov, n. 1982)
- Jan Lecjaks, calciatore ceco (Plzeň, n. 1990)
- Jan Liberda, calciatore polacco (Bytom, n. 1936 - Bytom, † 2020)
- Marcus Lindberg, calciatore e allenatore di calcio svedese (Svalöv, n. 1980)
- Jan Lucumí, calciatore colombiano (Cali, n. 2004)
- Jan Lukáš, calciatore ceco (n. 1988)

## M(16)
- Jan Madsen, ex calciatore norvegese (n. 1965)
- Jan Malík, calciatore ceco (n. 1992)
- Jan Martykán, calciatore ceco (Ústí nad Labem, n. 1983)
- Jan Mathisen, calciatore norvegese (n. 1942 - † 2015)
- Jan Matoušek, calciatore ceco (Příbram, n. 1998)
- Jan Mattsson, ex calciatore svedese (n. 1951)
- Jan Mejdr, calciatore ceco (Praga, n. 1995)
- Jan Melka, calciatore cecoslovacco (n. 1914 - † 1997)
- Jan Mikula, calciatore ceco (Havlíčkův Brod, n. 1992)
- Jan Mlakar, calciatore sloveno (Slovenska Bistrica, n. 1998)
- Jan Möller, ex calciatore svedese (Malmö, n. 1953)
- Jan Moravec, calciatore ceco (Svitavy, n. 1987)
- Jan Morávek, calciatore ceco (Praga, n. 1989)
- Jan Mudra, calciatore ceco (n. 1990)
- Jan Mulder, ex calciatore e scrittore olandese (Bellingwolde, n. 1945)
- Jan Müller, ex calciatore faroese (n. 1969)

## N(5)
- Jan Navrátil, calciatore ceco (Troubky, n. 1990)
- Jan Nezmar, ex calciatore ceco (Opava, n. 1977)
- Jan Nilsen, calciatore norvegese (n. 1937 - † 2016)
- Jan Notermans, calciatore e allenatore di calcio olandese (Sittard, n. 1932 - Sittard, † 2017)
- Jan Novák, calciatore cecoslovacco (Kladno, n. 1896 - † 1968)

## O(8)
- Jan Oblak, calciatore sloveno (Škofja Loka, n. 1993)
- Jan Olschowsky, calciatore tedesco (Neuss, n. 2001)
- Jan Erik Olsen, ex calciatore norvegese (Halden, n. 1956)
- Jan Olsson, calciatore svedese (Kungshamn, n. 1944 - † 2023)
- Jan Olsson, ex calciatore svedese (Halmstad, n. 1942)
- Jan Oosthoek, calciatore olandese (Rotterdam, n. 1898 - Rotterdam, † 1973)
- Jan Erik Osland, ex calciatore norvegese (n. 1946)
- Jan Ostrowski, calciatore lussemburghese (Lussemburgo, n. 1999)

## P(7)
- Jan Pahor, ex calciatore sloveno (Capodistria, n. 1986)
- Jan Paluska, calciatore ceco (n. 2005)
- Jan Paulin, calciatore cecoslovacco (n. 1897 - † 1978)
- Jan Pech, calciatore boemo (n. 1886 - † 1924)
- Jan Plaček, calciatore cecoslovacco (Praga, n. 1894 - † 1957)
- Jan Polák, ex calciatore ceco (Brno, n. 1981)
- Jan Polák, ex calciatore ceco (Liberec, n. 1989)

## R(10)
- Jan Rafn, ex calciatore norvegese (Fredrikstad, n. 1962)
- Jan Rajnoch, calciatore ceco (Frýdlant, n. 1981)
- Jan Ras, calciatore olandese (Urk, n. 1999)
- Jan Repas, calciatore sloveno (Lubiana, n. 1997)
- Jan Rezek, calciatore ceco (Teplice, n. 1982)
- Jan Rindom, ex calciatore e ex giocatore di calcio a 5 danese (Herning, n. 1961)
- Jan Rodvang, calciatore e allenatore di calcio norvegese (n. 1939 - † 2020)
- Jan Rosenthal, ex calciatore tedesco (Sulingen, n. 1986)
- Jan Ruiter, ex calciatore olandese (Volendam, n. 1946)
- Jan Růžička, calciatore ceco (Mýto, n. 1984)

## S(18)
- Jan Sagvaag, calciatore norvegese (Bergen, n. 1926 - Bergen, † 2014)
- Jan van Schijndel, calciatore olandese (Schiedam, n. 1927 - Schiedam, † 2011)
- Jan Schindeler, calciatore olandese (n. 1892 - † 1963)
- Luca Schuler, calciatore tedesco (Neustadt an der Weinstraße, n. 1999)
- Jan Schöppner, calciatore tedesco (n. 1999)
- Jan Simoen, ex calciatore belga (Nieuwpoort, n. 1953)
- Niklas Skoog, ex calciatore svedese (Göteborg, n. 1974)
- Jan van der Sluis, calciatore olandese (Rotterdam, n. 1889 - Rotterdam, † 1952)
- Jan Sobociński, calciatore polacco (Łódź, n. 1999)
- Jan Solar, ex calciatore cecoslovacco (n. 1964)
- Jan Gunnar Solli, ex calciatore norvegese (Arendal, n. 1981)
- Jan Sopko, ex calciatore ceco (n. 1968)
- Jan Ingemann Sørensen, ex calciatore danese (Nykøbing Falster, n. 1954)
- Jan Johnsen Sørensen, calciatore e allenatore di calcio danese (Glostrup, n. 1955 - † 2024)
- Jan Starý, calciatore boemo (n. 1884 - † 1959)
- Jan Steadman, ex calciatore trinidadiano (n. 1947)
- Jan Stejskal, ex calciatore ceco (Brno, n. 1962)
- Jan Sýkora, calciatore ceco (Plzeň, n. 1993)

## T(7)
- Jan Tore Amundsen, ex calciatore norvegese (Kongsvinger, n. 1983)
- Jan Tangen, calciatore norvegese (n. 1923 - † 1966)
- Jan Tauer, ex calciatore tedesco (Düsseldorf, n. 1983)
- Jan Thielmann, calciatore tedesco (Föhren, n. 2002)
- Jan Tomaszewski, ex calciatore polacco (Breslavia, n. 1948)
- Jan Tømmernes, calciatore norvegese (Bærum, n. 1987)
- Jan Truhlář, calciatore cecoslovacco (Radotín, n. 1913 - † 1982)

## V(11)
- John Van Alphen, calciatore belga (Anversa, n. 1914 - † 1961)
- Jan Van den Bergh, calciatore belga (Bonheiden, n. 1994)
- Jan Vaník, calciatore cecoslovacco (Praga, n. 1892 - † 1950)
- Jan Carlos Vargas, calciatore panamense (Panama, n. 1995)
- Jan Velkoborský, ex calciatore ceco (n. 1975)
- Jan Verheyen, ex calciatore belga (Hoogstraten, n. 1944)
- Jan Vertonghen, ex calciatore belga (Sint-Niklaas, n. 1987)
- Jan Vodháněl, calciatore ceco (Mladá Boleslav, n. 1997)
- Jan Vorel, ex calciatore ceco (Praga, n. 1978)
- Jan Vos, calciatore olandese (Utrecht, n. 1888 - Dordrecht, † 1939)
- Jan Vošahlík, calciatore ceco (Příbram, n. 1989)

## W(4)
- Jan Wasiewicz, calciatore polacco (Leopoli, n. 1911 - Buenos Aires, † 1976)
- Caius Welcker, calciatore olandese (Alkmaar, n. 1885 - Schiedam, † 1939)
- Jan Wimmer, calciatore cecoslovacco (Praga, n. 1903 - † 1986)
- Jan Wuytens, ex calciatore belga (Hasselt, n. 1985)

## Z(3)
- Jan Zawada, calciatore ceco (n. 1988)
- Jan Ziółkowski, calciatore polacco (Varsavia, n. 2005)
- Jan Zwischenbrugger, calciatore austriaco (Au, n. 1990)

## Ö(1)
- Alexander Östlund, ex calciatore svedese (Åkersberga, n. 1978)

## Ø(1)
- Jan Ørke, calciatore norvegese (Stavanger, n. 1931 - Stavanger, † 2024)

## Ř(1)
- Jan Říha, calciatore cecoslovacco (Písek, n. 1915 - † 1995)

## Š(5)
- Jan Šeda, calciatore ceco (Vysoké Mýto, n. 1985)
- Jan Šimák, ex calciatore ceco (Tábor, n. 1978)
- Jan Šimůnek, calciatore ceco (Praga, n. 1987)
- Jan Štohanzl, calciatore ceco (Třebíč, n. 1985)
- Jan Šisler, calciatore ceco (Pavlovice, n. 1988)

## Ž(1)
- Jan Žambůrek, calciatore ceco (Praga, n. 2001)